# 일본 배구 국가대표팀
일본 배구 국가대표팀(일본어: バレーボール日本代表)은 일본을 대표하여 국가대항전에 참가하는 배구 국가대표팀으로 일본 배구협회에 의해 운영된다. 현 감독은이다.

## 같이 보기
- 배구
- 일본 여자 배구 국가대표팀